# Radovanje (Chorwacja)
Radovanje – wieś w Chorwacji, w żupanii brodzko-posawskiej, w gminie Oriovac. W 2011 roku liczyła 288 mieszkańców.